# Люция Хёфлих
Люция Хёфлих настоящее имя Элен Люси фон Холведе (нем. Lucie Höflich, 20 февраля 1883, Ганновер — 9 октября 1956, Берлин) — немецкая актриса
 театра и кино, педагог, руководитель Государственной театральной школы в Берлине (Staatliche Schauspielschule).

## Биография

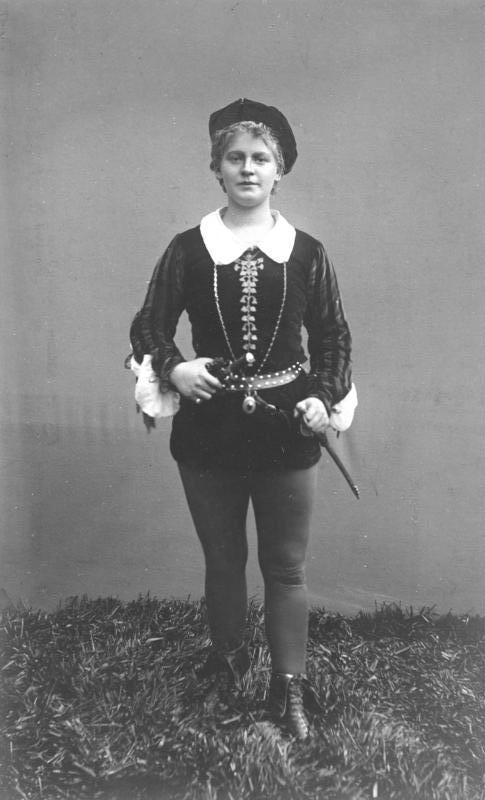
Люция Хёфлих в пьесе Шекспира «Двенадцатая ночь». 1907

Её приёмным отцом был Георг Хефлих, актёр и режиссёр берлинского Концертхауса.
Дебютировала в 16-летнем возрасте на сцене Городского театра Бромберга (ныне Быдгощ, Польша), в 1901 году переехала в Intime Theatre в Нюрнберге, в 1902 году играла в Венском Раймунд-театре. В 1903 году дебютировала на сцене Немецкого театра в Берлине. С перерывами выступала в Немецком театре до 1932 года.
Убедительно играла в пьесах Шекспира, Г. Гауптмана, Г. Ибсена и др.
В 1933 году Хёфлих оставила сцену по политическим мотивам и стала руководителем Государственной театральной школы в Берлине. С 1936 года руководила собственной театральной студией для молодых актёров в Берлине. В числе её учеников Камилла Хорн.
После окончания Второй мировой войны выступала на сцене Государственного театра Мекленбурга (Шверин).
Была членом Народного Совета ГДР 1-го созыва в Советской зоне оккупации Германии. Затем в переехала в Западный Берлин.
Карьеру в кино начала в 1913 году. Сыграла в нескольких пропагандистских фильмах Третьего рейха. Снялась в 52 фильмах.
Похоронена на Далемском кладбище Берлина.

## Награды

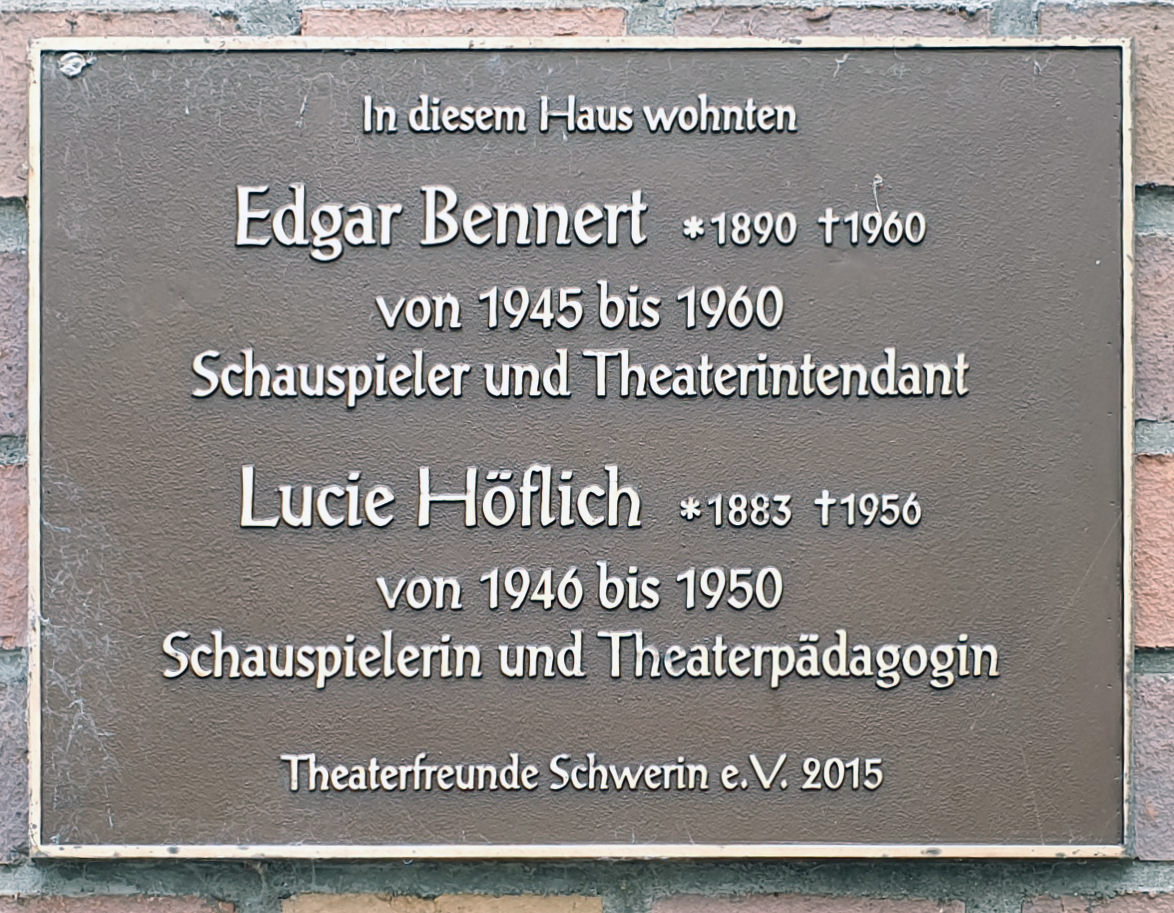
Мемориальная доска Л. Хёфлих в Шверине

- В 1937 году получила почётное высшее театральное звание «Государственная актриса».
- В 1953 году награждена офицерским крестом Ордена «За заслуги перед Федеративной Республикой Германия».
- В 1957 году награждена высшей национальной наградой Германии в области кинематографа — «Deutscher Filmpreis» (посмертно).

## Фильмография
- 1913: Gendarm Möbius
- 1919: Freie Liebe
- 1919: Maria Magdalena
- 1920: Katharina die Große[англ.]
- 1920: Der langsame Tod
- 1920: Die Bestie im Menschen
- 1921: Die Ratten[англ.]
- 1921: Seefahrt ist not![англ.]
- 1921: Die Erbin von Tordis[англ.]
- 1922: Nora[англ.]
- 1923: Стакан воды
- 1923: Der verlorene Schuh
- 1923: Die Straße
- 1924: Der geheime Agent
- 1924: Kaddisch
- 1925: Götz von Berlichingen zubenannt mit der eisernen Hand
- 1925: Тартюф
- 1925: Das Haus der Lüge
- 1925: Ein Walzertraum
- 1926: Nur eine Tänzerin (Bara en dansera)
- 1927: Das gefährliche Alter
- 1927: Manege
- 1928: Der Biberpelz
- 1930: 1914, die letzten Tage vor dem Weltbrand
- 1931: Zum goldenen Anker
- 1932: Strafsache van Geldern
- 1932: Kampf (Regie: Erich Schönfelder)
- 1932: Der weiße Dämon (Regie: Kurt Gerron)
- 1933: Brennendes Geheimnis
- 1934: Peer Gynt
- 1936: Der Kurier des Zaren
- 1936: Der Raub der Sabinerinnen
- 1936: Schatten der Vergangenheit
- 1936: Fridericus
- 1937: Die Warschauer Zitadelle
- 1937: Starke Herzen
- 1937: Der Berg ruft
- 1938: War es der im 3. Stock?
- 1939: Robert Koch, der Bekämpfer des Todes
- 1939: Wir tanzen um die Welt
- 1940: Der Fuchs von Glenarvon
- 1941: Дядюшка Крюгер
- 1942: Das große Spiel
- 1942: Weiße Wäsche
- 1942: Altes Herz wird wieder jung
- 1942: Lache Bajazzo
- 1955: Himmel ohne Sterne
- 1956: Anastasia, die letzte Zarentochter